# Јован Јелисавчић
Јован Јелисавчић (Бајина Башта, 20. јануар 1985) српски је телевизијски, позоришни, филмски и гласовни глумац и филмски продуцент.

## Биографија
Јован Јелисавчић је рођен 20. јануара 1985. године у Бајиној Башти. Дипломирао је на Академији уметности у Београду, одсек глума, у класи професора Небојше Дугалића и асистенткиње Хане Селимовић. Од 2011. године ради као драмски уметник у реализацији великог броја представа, филмских и телевизијских пројеката. Оснивач је и директор међународног фестивала кратког играног филма „Башта фест” у Бајиној Башти. Између осталих, игра у Београдском драмском позоришту. Такође, позајмио је глас у неколико синхронизација студија Аудио визард Ем ен Ди и Ливада Београд.

## Улоге

### Филмографија
| Год.  | Назив                         | Улога                  |
| ----- | ----------------------------- | ---------------------- |
| 2011. | Милун(ка)                     | војник 1               |
| 2013. | Фалсификатор                  | дечко ћерке иконописца |
| 2014. | Тмина                         |                        |
| 2015. | Двоје                         | Јован                  |
| 2015. | Чизмаши                       | капетан у војној школи |
| 2016. | Rewind                        | Милић                  |
| 2018. | Јутро ће променити све        | Раса                   |
| 2019. | Беса                          | Ђоле Чоловић           |
| 2019. | Делиријум тременс (ТВ серија) | полицајац              |
| 2019. | Делиријум тременс (филм)      | полицајац              |
| 2019. | Пет                           | полицајац              |
| 2019. | Пси умиру сами                | Милош                  |
| 2019. | Синђелићи                     | Филипов отац           |
| 2023. | Изолација                     | организатор            |

### Улоге у синхронизацијама
| Година | Наслов                    | Улога      |
| ------ | ------------------------- | ---------- |
| 2018.  | Фантастично путовање у Оз | Лимени     |
| 2019.  | Прича о играчкама 4       | Бонин тата |
| 2019.  | Садко: Авантура под морем | Тимотије   |